# Khẩu độ
Khẩu độ là từ thường được sử dụng trong các loại máy móc (hay kết cấu) kỹ thuật để chỉ độ mở của kết cấu.

## Trong nhiếp ảnh
Khẩu độ của (ống kính) máy ảnh, là đường kính của cửa điều sáng tại vị trí ống kính của máy ảnh làm nhiệm vụ điều chỉnh lượng sáng khi chùm tia sáng phản chiếu từ vật thể đột nhập vào ống kính. Khẩu độ (Aperture) của ống kính máy ảnh là yếu tố rất quan trọng đối với ống kính và máy ảnh. Khẩu độ (hay độ mở) của ống kính càng lớn tức là trong một khoảng thời gian nhất định lượng ánh sáng mà cảm biến (hoặc phim) nhận được càng nhiều. Đó là một phần quyết định tốc độ của ống kính. Những ống kính có khẩu độ càng lớn thì càng đắt.
Đơn vị đo khẩu độ là mm hoặc là một số không có đơn vị tùy theo loại ống kính. Trong kính thiên văn hay các loại ống kính thường thì đó là đường kính của lỗ mở để ánh sáng lọt vào. Để lấy ví dụ minh họa ta chỉ xét các trường hợp phổ biến này, tức là khẩu độ được đo bằng mm. Đại lượng tính bằng tỉ lệ giữa tiêu cự của ống kính và khẩu độ tương ứng tiêu cự được gọi là "số dừng" (tiếng Anh: stops) đó được chuẩn hóa theo dãy số: 1.4 - 2.0 - 2.8 - 4.0 - 5.6....11 - 16 - 22... Một ống kính có tiêu cự = 50mm, đường kính lỗ mở (khẩu) tối đa = 17,9mm -> Đại lượng tỷ lệ này là: 50/17,9 = 2,8 và được gọi là f/2.8. Một ống kính có tiêu cự từ 100mm - 200mm, đường kính lỗ mở tối đa ở tiêu cự 100mm = 25mm, ở 200mm là 35,7mm -> Khẩu độ ống sẽ là f/4-f/5.6.
Thường thì người ta lấy giá trị lớn nhất của "số dừng" để đặt cho ống kính.
Như vậy, giá trị "số dừng" càng nhỏ thì độ mở của ống kính càng lớn (khẩu độ f/1.8 sẽ lớn hơn f/3.5), lượng ánh sáng vào càng nhiều thì ống kính hoạt động càng nhanh - giảm thời gian phơi sáng sẽ hạn chế các yếu tố nhiễu, rung... và có thể chụp được các đối tượng chuyển động với tốc độ nhanh như thể thao, động vật hoang dã... Ngoài ra, trong điều kiện thiếu sáng, ống kính có độ mở lớn sẽ là một lợi thế rất hiệu quả.